# Anna de Belocca
Anna de Belocca, née le 5 janvier 1852 à Saint-Pétersbourg et morte le 27 janvier 1919 dans le 17e arrondissement de Paris, est une contralto russe. 

## Biographie
Anna de Bellockh naît en 1852 à Saint-Pétersbourg, fille d'Elisabeth Nasaroff et de Porphyre de Bellockh, conseiller d'État,. Elle italianise son nom en Belocca pour les besoins de sa carrière artistique,.
Après des études à Saint-Pétersbourg avec Henriette Nissen-Saloman et à Paris avec Nicolas Lablache et Maurice Strakosch (en), elle fait ses débuts sur scène en 1873 au Théâtre Italien, dans le rôle de Rosina du Barbier de Séville. Elle apparaît également dans le rôle-titre de La Cenerentola et dans le rôle d'Arsace dans Semiramide.
Elle se produit dans diverses villes d'Europe, notamment à Londres, où elle fait ses débuts avec la compagnie de Mapleson. Elle devient ensuite membre de la Strakosch Opera Company, avec laquelle elle fait ses débuts américains le 17 avril 1876 en tant que Rosina à l'Académie de musique de New York,. 
Le 12 avril 1877, à Yonkers, Anna de Belocca donne naissance à un fils prénommé Jacques Maurice, né de sa relation avec Maurice Strakosch, qui est l'époux depuis 1852 de la cantatrice Amelia Patti.
Elle joue dans des concerts à Boston, Chicago, Philadelphie et San Francisco. Avec la compagnie Mapleson, elle continue à chanter des rôles principaux à New York et à Philadelphie pendant les années 1880.
Établie 8, rue Galvani à Paris au tournant du siècle, elle est victime en mai 1910 d'une collision automobile, alors qu'elle est la passagère d'un taxi. Blessée au visage, elle obtient en novembre, à l'issue du procès des deux conducteurs impliqués, 3 000 francs de dommages et intérêts.
Elle meurt en 1919 en son domicile parisien du 14, rue Guillaume-Tell. Elle est inhumée au cimetière des Batignolles.